# El cazador de sueños (película)
El cazador de sueños (Dreamcatcher en inglés) es una película de ciencia ficción y terror del año 2003 basada en la novela homónima de Stephen King y dirigida por Lawrence Kasdan, escrita por Kasdan y William Goldman. La película está interpretada por Morgan Freeman como el coronel Abraham Curtis, Thomas Jane como Henry Devlin, Donnie Wahlberg como Douglas "Duddits" Cavell, Jason Lee como Joe "Beaver" Clarendon, Timothy Olyphant como Peter Moore y Damian Lewis como Gary "Jonesy" Jones.
La película recibió una respuesta desfavorable por parte de la crítica. Fue un fracaso de taquilla, habiendo recaudado 75,7 millones de dólares frente a un presupuesto de 68 millones de dólares.

## Argumento

### Inicio
Henry, Beaver, Pete y Jonesy son cuatro amigos desde ya hace mucho tiempo que deciden emprender una excursión anual a Maine. Tiempo atrás, de niños adquirieron como don la posibilidad de tener telepatía (a lo que ellos llaman "la línea") después de salvar a Douglas "Duddits" Clavell (Donnie Wahlberg), un niño con problemas mentales de quien se hacen amigos.

### Cuarentena
Jonesy y Beaver (Damian Lewis y Jason Lee) se encuentran con un hombre, aparentemente enfermo y desvalido al que le dan cobijo en la cabaña. De pronto empiezan a aparecer unos helicópteros surcando los cielos y anunciando que la zona en la que se encuentran está en cuarentena, a pesar de los intentos de avisar que hay un hombre herido, los hombres del helicóptero no les entienden y se van. Cuando los dos vuelven a la cabaña se encuentran al hombre muerto en el cuarto de baño cubierto de algo similar al musgo rojizo además de en las paredes. De su cuerpo, defeca una criatura dentro del váter. Beaver intenta atraparlo dentro de la taza, pero la criatura, mezcla entre una lamprea, "comadreja y excremento" se impone y acaba matándole. Jonesy escapa pero es retenido por un alienígena llamado Sr. Gris, el cual acaba entrando y posee el cuerpo de Jonesy.
Cerca de allí, Henry y Pete (Thomas Jane y Timothy Olyphant) están a punto de atropellar a una mujer teniendo un accidente. Henry va en busca de ayuda mientras Pete se queda con la misteriosa mujer. Pero muere y al igual que el otro hombre, excreta la misma comadreja, la cual ataca, Pete intenta controlarla a duras penas hasta que consigue matarla, allí llega el Sr. Gris quien captura a Pete, Jonesy, por otra parte se mantiene en un lugar al cual el Sr. Gris no puede acceder y se comunica con Henry telepáticamente para que se esconda.

### Base militar secreta
Por otra parte, una unidad militar de élite (la Blue Boy) liderada por el Coronel Abraham Curtis (Morgan Freeman) lucha por contener y acabar con la plaga alienígena. Curtis envía a Owen (Tom Sizemore) a liderar la fuerza aérea para combatirlos. En una explanada, los aliens usan la telepatía para confundir a los pilotos; después de lanzar un feroz ataque, por la fuerza expansiva, son destruidos algunos helicópteros. Mientras, los que quedan en el aire vuelven a la base; Henry, una vez llega allí, convence a Owen tras revelarle lo que el campo es en realidad. Mientras, Curtis, quien pretende acabar con Owen, consigue escapar en un helicóptero.

### Duddits y el Sr. Gris
Mientras el Sr. Gris controla el cuerpo de Jonesy para obligar a Pete a cooperar, éste explora en su almacén metafórico de su subconsciente. Jonesy se da cuenta de que en su memoria guarda recuerdos de Duddits que podrían serle de gran ayuda al Sr. Gris y los quema antes de que le alcance. Por otro lado, Sr Gris se come a Pete después de que éste rechazara cooperar.
Henry y Owen llegan a la casa de Duddits, quien le revela que el Sr. Gris planea matar a la humanidad contaminando las aguas con un gusano alienígena. Para evitarlo, se dirigen a la presa; allí Owen es atacado por Curtis desde su helicóptero hasta que Owen, al disparar, consigue hacer que el aparato estalle matando a Curtis. Más tarde fallece él también, a causa de las heridas. Henry coge el arma de Owen y mata al gusano alienígena del Sr. Gris. Incluso después de muerta, el gusano alienígena pone un huevo del que sale una larva sin que (aparentemente) nadie la vea. Duddits finalmente se enfrenta a Gris obligándole a salir del cuerpo de Jonesy. En la lucha, Duddits se convierte a sí mismo en un alienígena y ataca, provocando que ambos alienígenas exploten formándose un denso polvo rojo, donde se puede distinguir un cazador de sueños. Jonesy, tras volver a la normalidad, mata la última larva (que iba a contaminar las aguas) salvando al mundo.

## Reparto
| Personaje                | Actor                                 |
| ------------------------ | ------------------------------------- |
| Dr. Henry Devlin         | Thomas Jane Mikey Holekamp (joven)    |
| Joseph "Beaver" Claredon | Jason Lee Reece Thompson (joven)      |
| Pete Moore               | Timothy Olyphant Joel Palmer (joven)  |
| Gary "Jonesy" Jones      | Damian Lewis Giacomo Baessato (joven) |
| Douglas "Duddits" Cavell | Donnie Wahlberg Andrew Robb (joven)   |
| Coronel Abraham Curtis   | Morgan Freeman                        |
| Teniente Owen            | Tom Sizemore                          |

## Diferencias con la novela
La trama de la película difiere del contenido del libro. Duddits no es un extraterrestre, como se muestra en la película. No habían visto a Duddits en veinte años, a raíz de la muerte del padre de este.
El comentario que hacen en la película de que Duddits jamás los dañaría es algo que se muestra en el libro, cuando lo salvan de los estudiantes que son mayores. Tiempo después sueñan que los matan de alguna forma, y en efecto lo hicieron, en el sueño Duddits los unió, aunque este no lo hizo con mala intención.
"Mr. Gray" no existe de una forma tan literal, en el libro se explica que Jonesy estaba infectado, pero la infección residía en un tipo de locura.